# Castle Stuart

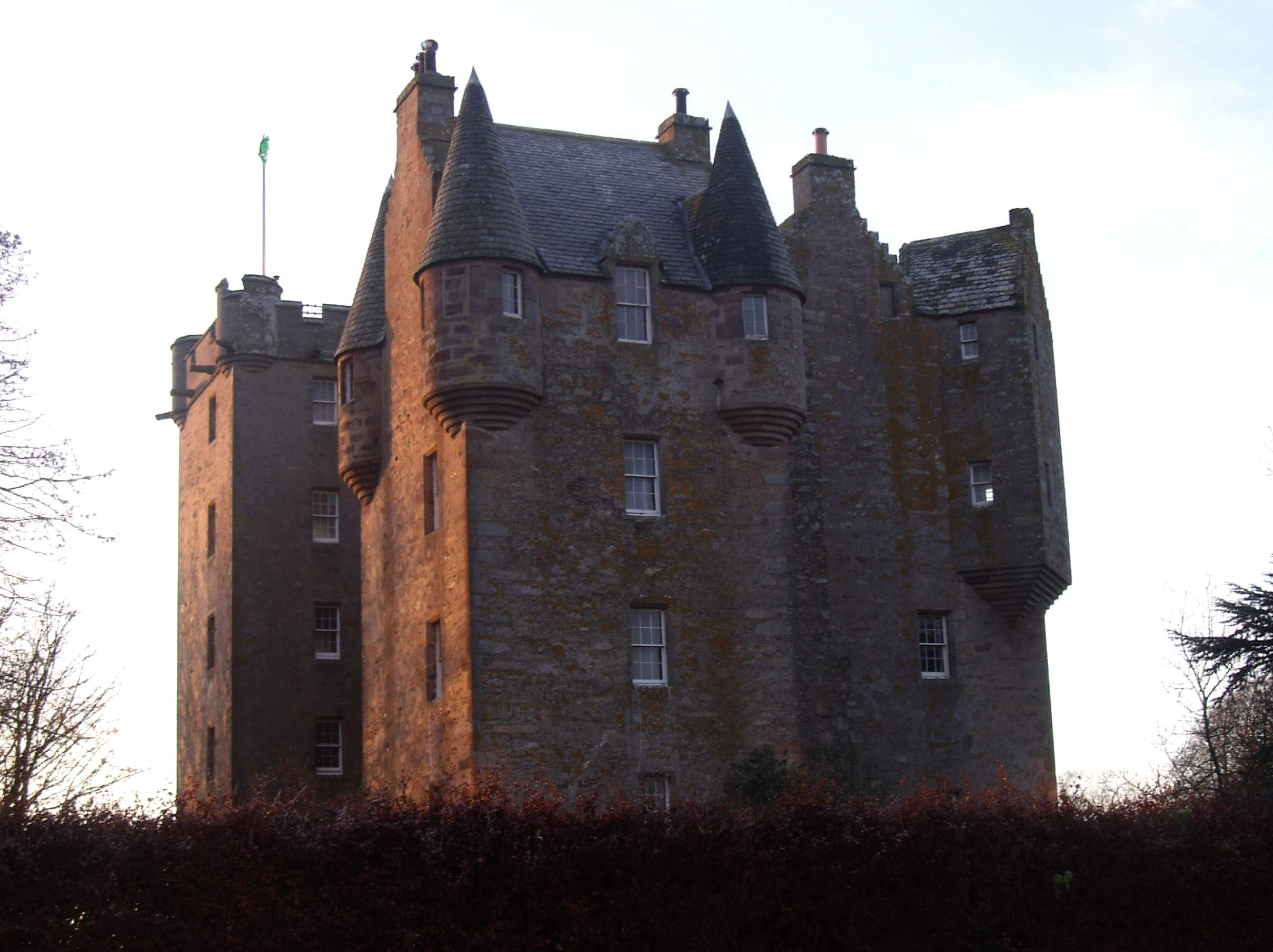
Castle Stuart 2009

Castle Stuart ist ein restaurierter Wohnturm an den Ufern des Moray Firth etwa zehn Kilometer nordöstlich von Inverness in der schottischen Council Area Highland. Seit 1971 ist Castle Stuart als Denkmal der höchsten Kategorie A klassifiziert.
Das Gelände, auf dem die Burg errichtet wurde, erhielt James Stewart, 1. Earl of Moray, von seiner Halbschwester, Maria Stuart, nachdem diese 1561 nach Schottland zurückgekehrt war. Die späteren Morde an James Stewart und seinen Schwiegersohn, James Stewart, 2. Earl of Moray, führten dazu, dass die Burg schließlich vom Enkel des 1. Earls, James Stewart, 3. Earl of Moray, 1625 fertiggestellt wurde.
Die Burg prosperierte anfangs, wurde dann aber nicht mehr genutzt, als der Stern des Hauses Stuart im englischen Bürgerkrieg sank und König Karl I. hingerichtet wurde. Die Burg lag 300 Jahre lang in Trümmern, bevor sie restauriert wurde. Heute ist sie ein Luxushotel. Historic Scotland hat es als historisches Bauwerk der Kategorie A gelistet.

## Golflinks
Der am Meer gelegene Links-Golfplatz von Castle Stuart entlang dem Moray Firth wurde 2009 eröffnet. Er wurde von zwei US-Amerikanern konzipiert: Managementpartner war Mark Persinen und Architekt war Gil Hanse. 2009 wurde dieser Golfplatz vom Magazin Golf zum besten neuen Golfplatz gewählt.
Auf diesem Golfplatz wurden in den Jahren 2011–2013 und 2016 die Scottish Open abgehalten.